# Strašnice (zajezdnia tramwajowa)
Pankrác – jedna z ośmiu czynnych praskich zajezdni tramwajowych, eksploatowanych przez przedsiębiorstwo Dopravní podnik hlavního města Prahy. Znajduje się przy ulicy Starostrašnickiej 25 w części miasta Strašnice, w dzielnicy Praga 10.

## Historia
Strašnicka zajezdnia została otwarta 8 października 1908 r. i jest najstarszą eksploatowaną zajezdnią tramwajową w Pradze. W dniu otwarcia miała trzy hale po pięć torów i pojemność 90 wagonów tramwajowych. W 1920 r. zbudowano wokół zajezdni pierwszy w Pradze tor objazdowy, a w roku 1928 powstała tu stacja prostownikowa.
W latach 1929–1933 przeprowadzono modernizację zajezdni, w trakcie której drewniane budynki zburzono i zastąpiono ceglanymi, dobudowano czwartą halę postojową i zlikwidowano tor okrężny. W latach 50. XX wieku pojemność zajezdni uległa zmniejszeniu w związku z dostosowaniem stanowisk postojowych do szerszych niż dotychczas eksploatowane nowych tramwajów typu T.
Na początku lat 70. XX wieku wykonano w zajezdni kolejny remont: dokończono przebudowę układu torowego, rozpoczętą już w 1964 r., w trakcie której odbudowano zlikwidowany wcześniej tor okrężny.